# Hans Weisbach
Hans Weisbach   (Głogów, 19 de juliol de 1885 - Wuppertal, 23 d'abril de 1961) va ser un pianista i director d'orquestra alemany.

## Biografia
Neix a Głogów, Silèsia, Weisbach provenia d'una família de militars. Ja des dels set anys va rebre classes de piano i violí i va aparèixer com a alumne en diversos concerts de música de cambra. Després del seu Abitur va estudiar violí a l'Acadèmia Acadèmica de Música de Berlín, primer amb Joseph Joachim i Andreas Moser, després piano amb Ernst Rudorff i Georg von Petersenn i finalment direcció amb Robert Hausmann. A més, va fer cursos de filosofia i musicologia.
El 1908 Weisbach es va traslladar a Múnic, on va treballar com a cap de formació en pràctiques al teatre de la cort allà, ara lÒpera Estatal de Baviera amb Felix Mottl, i al mateix temps va assistir a altres conferències a la "Ludwig-Maximilians-Universität München". Tres anys més tard, es va traslladar a Frankfurt, on va treballar com a pianista i músic de cambra en els seus propis esdeveniments de concerts i per al "Frankfurter Museumsgesellschaft" i va ser el segon director del "Rühlsche Oratorienverein". Després d'un breu episodi a Worms, on va assumir la direcció del "Konzertgesellschaft" el 1913, i a Wiesbaden, a més d'una ruptura a causa de la guerra, va ser elegit director musical municipal de la Philharmonisches Orchestre de Hagen / Westfàlia el 1919, on va dirigir l'estrena mundial del Concert per a piano i orquestra de Paul Graener (op. 72) amb Käthe Heinemann com a solista el 1926. A Hagen, Weisbach va contribuir a la finalització de la Stadthalle mig acabada i malmesa i del primer Festival de Música de Hagen, el 1923. A més d'aquestes activitats, va dirigir la companyia de concerts Barmen des del 1924.
Finalment, el 1926, després de diverses actuacions reeixides com a director convidat, va ser nomenat per succeir Georg Schnéevoigt com a director general de música municipal a Düsseldorf. La seva primera aparició important amb el "Düsseldorfer Symphoniker" i un programa exigent a la cerimònia inaugural del Gran "Ausstellung für Gesundheitspflege, soziale Fürsorge und Leibesübungen" (Exposició per a l'assistència sanitària, el benestar social i l'exercici físic) (GeSoLei) va ser èxit aclamat. Els anys següents va dirigir el Festival de Música del Baix Renà, així com nombroses estrenes i primeres actuacions com la Missa Symphonica per a cor mixt, solos, orquestra i orgue op. 36 i el Rèquiem de Lothar Windsperger, lantífona Marianische per a solos, cor, orgue i orquestra de Wolfgang Fortner i Die Weihe der Nacht per ell mateix com a estrenes així com Le Roi David d'Arthur Honegger, el Stabat mater op. 53 de Karol Szymanowski i Hymnus de Heinz Schubert.
Amb un darrer concert el 8/9 de febrer de 1933, Weisbach va acabar les seves activitats a Düsseldorf i es va traslladar a Leipzig, on va assumir la direcció de l'Orquestra Simfònica de la Ràdio de Leipzig, actual MDR Leipzig Radio Symphony Orchestra, fins al 1939. Després es va traslladar a Viena durant els anys de la guerra. Aquí Weisbach va dirigir la Simfonia de Viena fins al 1944, una orquestra en què hi havia hagut un nombre desproporcionadament gran de membres del partit i candidats a formar part del partit des de la presa del poder nazi. Entre altres coses, va ser responsable dels anomenats concerts de Kraft durch Freude, de les aparicions al Reichsrundfunk i de la representació de les principals sèries de concerts de Viena, abans que l’orquestra - ja considerablement reduïda en personal a causa dels reclutes del servei militar - fos tancada. a l'agost de 1944.
Després d'haver estat sotmès a processos de desnazificació (havia estat membre del NSDAP des de 1937), finalment va ser nomenat director municipal de música a Wuppertal el 1947, on va acabar la seva carrera.
Al llarg de la seva vida, Weisbach va ser considerat un coneixedor i intèrpret de renom internacional de la música de Johann Sebastian Bach, que va interpretar moltes vegades (entre d'altres amb la London Symphony Orchestra). En reconeixement del treball de la seva vida i pels seus anys de desenvolupament musical a Hagen i Wuppertal, Hans Weisbach va ser guardonat amb el "von der Heydt-Culture-Prize" i la "Gran Creu del Mèrit" el 1955.
Weisbach va morir a Wuppertal a l'edat de 75 anys.